# Las Cruces, La Grandeza
Las Cruces är en ort i Mexiko.   Den ligger i kommunen La Grandeza och delstaten Chiapas, i den sydöstra delen av landet, 900 km sydost om huvudstaden Mexico City. Las Cruces ligger 2 355 meter över havet och antalet invånare är 190.
Terrängen runt Las Cruces är bergig åt sydväst, men åt nordost är den kuperad. Runt Las Cruces är det ganska tätbefolkat, med 96 invånare per kvadratkilometer. Närmaste större samhälle är Motozintla de Mendoza, 12,3 km söder om Las Cruces. I omgivningarna runt Las Cruces växer huvudsakligen savannskog.